# 71-я гвардейская мотострелковая дивизия
71-я гвардейская мотострелковая Печенгская ордена Кутузова дивизия (сокр. 71 мсд, в/ч 08275) — тактическое соединение Сухопутных войск Российской Федерации.
Формирование входит в состав 14-го армейского корпуса Ленинградского военного округа. Пункт постоянной дислокации — п. Печенга-Луостари Мурманской области. Штаб дивизии расположен вблизи посёлка Печенга (бывш. Петсамо) Мурманской области в 10 км от российско-норвежской границы.
200-я отдельная мотострелковая бригада сформирована 1 декабря 1997 года на базе 131-й мотострелковой дивизии ЛенВО.
27 апреля 2023 Указом президента Российской Федерации № 312 200-й бригаде присвоено почётное наименование «гвардейская».

## История
Соединение сформировано 1 декабря 1997 года на базе 131-й мотострелковой дивизии ЛенВО, которая является правопреемницей 45-й стрелковой дивизии РККА. 45-я стрелковая дивизия была сформирована на основании приказа командующего 26-й армией Карельского фронта от 18 апреля 1943 года на базе подразделений 67-й морской стрелковой бригады. В 1957 году дивизия сменила номер на 131-й. В 1968 году дивизия награждена орденом Кутузова 2-й степени. 31 октября 1944 года 45-й сд присвоено почётное наименование «Печенгская». 6 января 1945 года за отличие в боях по освобождению Печенгской области в ходе Петсамо-Киркенесской операции 45-я стрелковая дивизия награждена орденом Красного Знамени.
В период с 1 декабря 2012 по 1 марта 2024 года бригада находилась в подчинении Северного флота.
В 2017 году бригада вошла в состав 14-го армейского корпуса.

### Вторжение на Украину
Бригада участвовала во вторжении России на Украину, действовала в Харьковской области. В начале российского вторжения конвой из около 100 единиц техники наступал на Харьков, вел боевые действия в районе населённого пункта Дергачи на север от Харькова, где столкнулся с 92-й омехбр ВСУ. В течение нескольких недель бригада окапывалась и отбивалась от ВСУ, понеся тяжелые потери. В начале марта командир бригады Денис Курило был тяжело ранен и госпитализирован. В двух батальонных тактических группах осталось менее 900 человек, тогда как на начало войны они насчитывали 1400—1600 человек.
Во время контрнаступления ВСУ в Харьковской области в сентябре много единиц техники бригады было захвачено ВСУ в качестве трофеев. В конце сентября бригада предприняла неудачную попытку снова захватить Купянск. Бригада одной из первых в России получила одни из самых современных на момент начала войны российских танков — Т-80БВМ, в ходе боевых действий она потеряла 18 из 26 имевшихся у неё данных танков и десятки других единиц техники, потеряла боеспособность и была выведена на территорию России для пополнения.

## Задачи

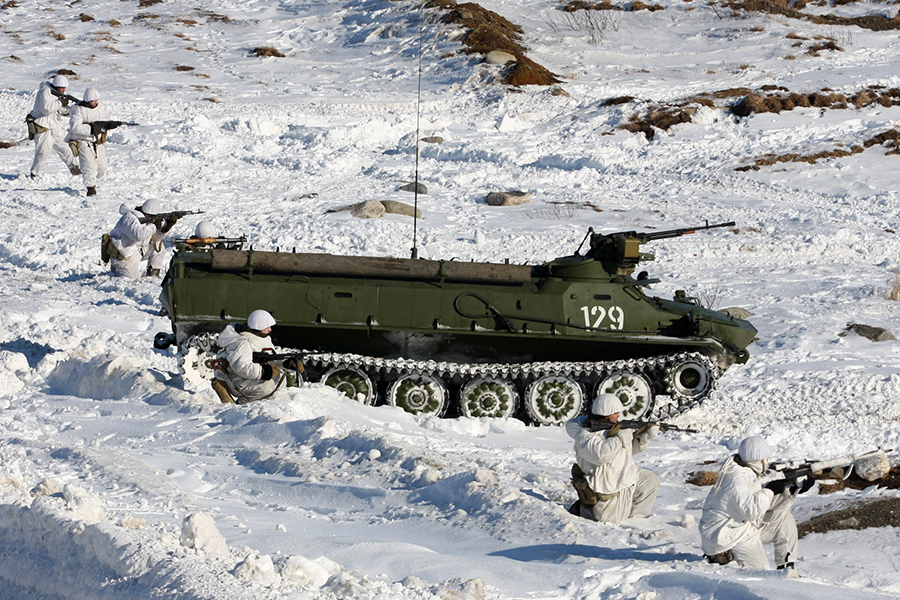
Боевая подготовка в условиях Заполярья в 2012 году.
- Вождение Т-80БВМ и МТ-ЛБВМК по сложному рельефу местности.

200-я отдельная мотострелковая бригада является составляющей частью сухопутной группировки по прикрытию северной границы. В данную группировку также входят береговые войска и 61-я отдельная бригада морской пехоты Северного флота.
1 декабря 2012 года бригада была формально переведена в состав береговых войск Северного флота. Озвучивались планы по превращению 200-й бригады в арктическую бригаду, для боевых действий в условиях Арктики.
Несмотря на специфику мотострелковых частей, предназначенных для выполнения задач на суше, разведывательные подразделения мотострелкового соединения ЗВО проходят также и воздушно-десантную подготовку в полном объёме. В ходе обучения молодое пополнение подразделений войсковой разведки 200-й отдельной мотострелковой бригады изучит теоретические основы прыжка с парашютом, технико-эксплуатационные характеристики десантных парашютов, действия при десантировании вслед за техникой, научится правильно производить подгонку оружия и снаряжения для прыжка с парашютом.

## Структура
- Управление
- 1-й мотострелковый батальон
- 2-й мотострелковый батальон
- 3-й мотострелковый батальон
- танковый батальон
- стрелковая рота снайперов
- Группа артиллерии

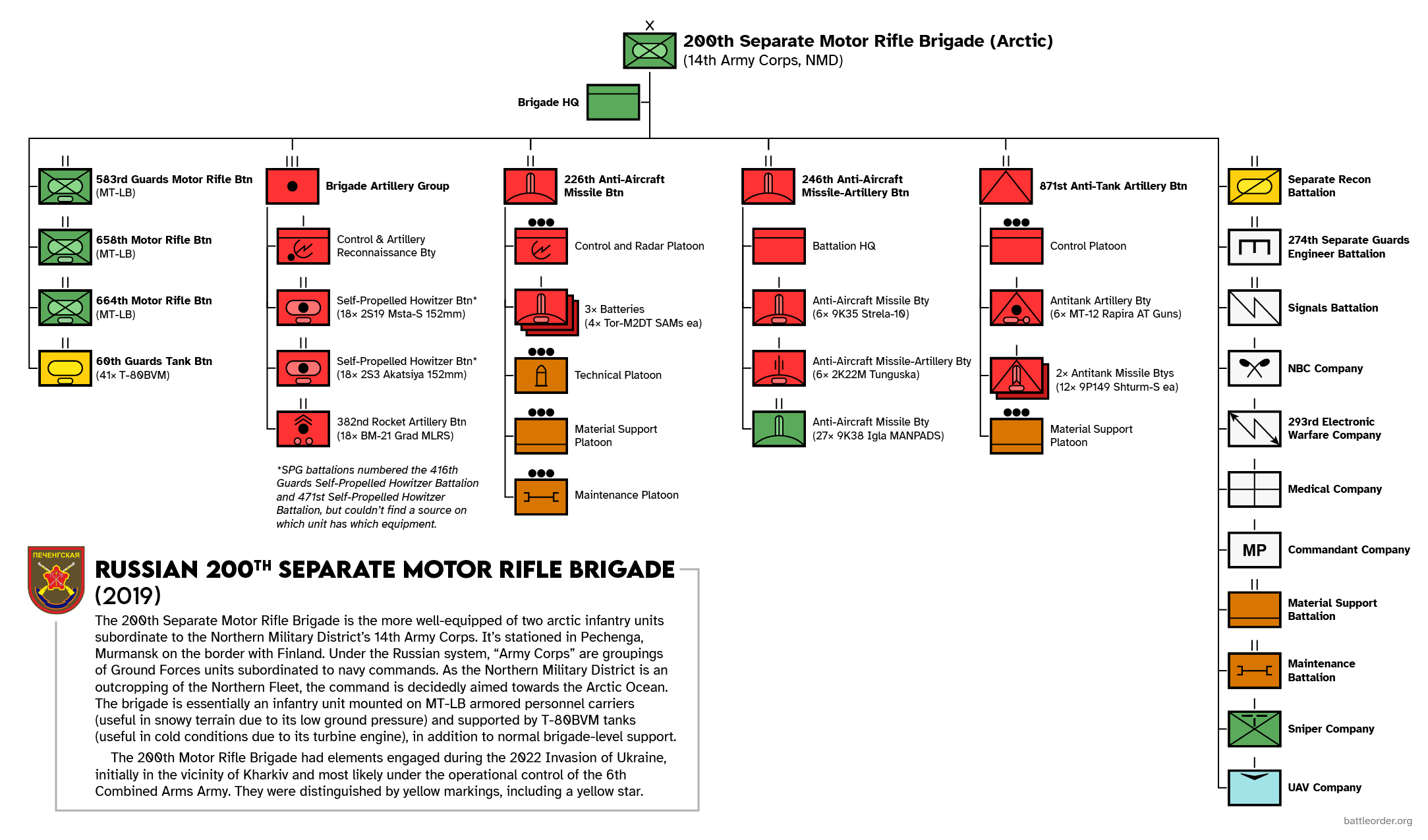
ОШС на 2019 год.

  - 1-й гаубичный самоходно-артиллерийский дивизион
  - 2-й гаубичный самоходно-артиллерийский дивизион
  - реактивный артиллерийский дивизион
  - противотанковый артиллерийский дивизион
  - батарея управления и артиллерийской разведки (начальника артиллерии)
- Группа ПВО
  - зенитный ракетный дивизион
  - зенитный ракетно-артиллерийский дивизион
  - взвод управления и радиолокационной разведки (начальника противовоздушной обороны)
- инженерно-сапёрный батальон
- разведывательный батальон
- батальон управления (связи)
- рота РЭБ
- рота БПЛА
- рота РХБЗ
- взвод управления (начальника разведывательного отделения)
- ремонтно-восстановительный батальон
- батальон материального обеспечения
- комендантская рота
- медицинская рота
- 185-я станция фельдъегерской почтовой связи

- управление (штаб + КП\ПУ);
- 126-й мотострелковый полк;
- 127-й мотострелковый полк;
- 27-й отдельный танковый батальон;
- 87-й самоходный артиллерийский полк;
- 37-й отдельный противотанковый артиллерийский дивизион;
- 53-й отдельный зенитный ракетный дивизион;
- 57-й отдельный разведывательный батальон;
- 9-й отдельный инженерно-саперный батальон;
- 43-й отдельный батальон связи;
- 129-й отдельный батальон материального обеспечения;
- 4-й отдельный медицинско-эвакуационный батальон[14].

## Вооружение и военная техника
- Т-80БВМ[15]
- МТ-ЛБ/МТ-ЛБТ/МТ-ЛБВМК[16]
- САУ 2С3 «Акация»[17]
- РСЗО «Град»[18]
- ЗРПК «Тунгуска»[19]
- ЗРК Стрела-10[19]
- ЗРК Тор-М2ДТ[17]
- 120-мм миномёт 2Б16 «Нона-К»
- Двухзвенный гусеничный вездеход ДТ-10 «Витязь»[16]
- Двухзвенный гусеничный вездеход ДТ-30 «Витязь»[16]
- Боевая машина 9П149 с противотанковым ракетным комплексом

## Командиры
- Пелипай, Сергей Васильевич
- Разгонов, Виталий Леонидович (командир бригады до 2011 года)[20]

## Отличившиеся военнослужащие
Герои Российской Федерации:
- Старший лейтенант Трундаев, Евгений Валентинович (19.03.2015, посмертно) — командир противотанкового взвода 1 мотострелкового батальона.
- Капитан Романов, Виталий Вячеславович (01.06.2015)
- Капитан Попов, Михаил Сергеевич (2022) — заместитель командира мотострелкового батальона.
- Капитан Сёменко, Павел Николаевич (2022) — командир мотострелковой роты.
- Майор Спирин, Андрей Александрович (12.07.2022, посмертно) — заместитель командира мотострелкового батальона по вооружению.
- Подполковник Бойко, Сергей Николаевич (21.07.2022) — заместитель командира бригады.
- Капитан Козловский, Евгений Валерьевич[21] (21.07.2022, посмертно) — командир разведывательно-десантной роты разведывательного батальона.
- Ефрейтор Власенков, Александр Александрович[22] (11.10.2022, посмертно) — разведчик-снайпер.
- Лейтенант Данильченко, Николай Иванович (09.11.2022, посмертно) — командир танкового взвода.
- Капитан Магомедов, Исрафил Летифович (14.12.2022, посмертно) — командир батареи противотанковых управляемых ракет.
- Гвардии старший прапорщик Панасюк, Александр Петрович (2023)
- Гвардии полковник Фёдоров, Роман Олегович (2023) — командир бригады.
- Гвардии сержант Щербаков, Юрий Андреевич (2023) — командир отделения противотанковых управляемых ракет.
- Гвардии капитан Астафьев, Дмитрий Владимирович (26.07.2023, посмертно) — командир мотострелковой роты.
- Гвардии рядовой Ванеев, Сергей Вячеславович (22.02.2024, посмертно)